# 野望的傳說
《野望的傳說》（：／）是韓國KBS電視台於1998年4月11日至1998年10月25日期間播放的週末連續劇。是紀念大韓民國建國50週年的特別計劃連續劇，本劇既是韓國藝人崔秀宗的代表作之一。更是韓國電視史上首次以歷屆政府皆忌諱的實尾島事件為題材的電視劇，此劇在韓國播出後的平均收視率為50.2%。

## 簡介
- 電視台：KBS電視台
- 首　播：1998年4月11日至1998年10月25日
- 時　段：韓國時間每週星期六、日晚間7時55分
- 導　演：金榮鎮
- 編　劇：崔完圭
- 主　演：蔡時那、劉東根、崔秀宗、廉晶雅
- 集　數：59集

## 演員陣容

### 主要人物
- 蔡時那 飾 金仁愛
- 劉東根 飾 李廷宇
- 崔秀宗 飾 李正泰
- 廉晶雅 飾 朴在希

### 其他人物
- 韓振熙 飾 朴昌植
- 金姈愛 飾 申玉珠
- 李孝正 飾 廉在萬
- 鄭興采 飾 姜泰秀
- 朴仁煥
- 琴寶羅
- 李桂仁 飾 勇　才
- 崔　蘭 飾 宋慧珠
- 曹在顯 飾 馬達秀
- 趙銀淑 飾 英　珠
- 孫昌俊 飾 車大成

## 外部連結
- Youtube -《野望的傳說》開場片段 （页面存档备份，存于）

## 作品的變遷
| 韓國 KBS 週末劇               | 韓國 KBS 週末劇                       | 韓國 KBS 週末劇 |
| ----------------------------- | ------------------------------------- | --------------- |
|                               | 野望的傳說 （1998.4.11 - 1998.10.25） |                 |
| 小姐 （1998.2.21 - 1998.4.4） | 紙鶴 （1998.10.31 - 1999.5.2）        |                 |